# Térszög

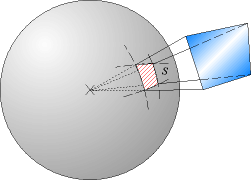
Térszög

A térszög (jele: Ω) olyan szög a háromdimenziós térben, amelyet egy 0 csúcspontú, tetszőleges zárt vezérgörbéjű kúp határoz meg. A térszöget annak a felületdarabnak a nagyságával mérjük, amelyet a kúpfelület az 0 középpontú gömbből kivág. (A kivágott felület alakja közömbös, csak a nagysága számít.)
A térszög azt méri, hogy az adott pontból nézve milyen nagynak tűnik egy objektum. (Például egy közel lévő kis objektum ugyanakkora térszöget zárhat be, mint egy távoli nagy objektum.) 
A térszög úgy viszonyul a gömb felszínéhez, mint a síkszög a kör kerületéhez, vagyis értéke egyenesen arányos az objektumnak vetületének az 0 középpontú gömb felszínén mért területével (S) , és fordítottan a gömbsugár (r) négyzetével: {\displaystyle \Omega ={k}\ {S/}{r^{2}}} (ahol k arányossági konstans).
Amennyiben a k konstanst 1-nek választjuk, akkor a térszög mértékegysége az SI-beli szteradián (jele: sr). Ekkor a térszög legnagyobb értéke a teljes gömbfelülethez tartozik: 
{\displaystyle \Omega ={S/}{r^{2}}={(4\pi r^{2})/}{r^{2}}=4\pi \ \mathrm {sr} \approx 12{,}57\ \mathrm {sr} }.
A térszög mérhető még négyzetfokban ({\displaystyle {k=(180/}\pi {)}^{2}}) vagy gömbrészben ({\displaystyle {k=1/4}\pi }).
A gömbrész méretének meghatározásához az adott objektum területét osztani kell a gömb teljes felszínével. 
A gömbrész (legyen most jele: gr) értéke ezután átszámítható szteradiánná vagy négyzetfokká (legyen most jele: nf) a következő képletek segítségével:
1. {\displaystyle \Omega _{sr}={4}\pi \ \Omega _{gr}} - a szteradián érték kiszámításához szorozni kell a gömbrész értéket {\displaystyle {4}\pi }-vel.
2. {\displaystyle \Omega _{nf}={4}\pi \ {(180/}\pi {)}^{2}\ \Omega _{gr}={129600}\ \pi \ \Omega _{gr}} - a négyzetfok érték kiszámításához szorozni kell a gömbrész értéket {\displaystyle {4}\pi {(180/}\pi {)}^{2}}, vagyis {\displaystyle {129600}\pi }-vel.

## Definíció
Legyen A tetszőleges felület, és S A vetülete az r sugarú gömb felszínén. Ekkor az A felület Ω térszöge
{\displaystyle \Omega :={\frac {S}{r^{2}}}=\int \!\!\!\!\int _{A}{\frac {{\hat {\vec {n}}}\cdot d{\vec {A}}}{\rho ^{2}}}}
ahol {\displaystyle {\hat {\vec {n}}}} a gömb középpontjából kifelé mutató egységvektor, {\displaystyle d{\vec {A}}} infinitezimálisan kicsiny felületdarab, és ρ ennek a gömb középpontjától mért távolsága.

## Alkalmazások
- A fényerősség és a fénysűrűség (luminancia)
- A gömbháromszögek gömbi feleslege
- Fémkomplexekben a ligandumok méretének meghatározása
- Elektromos és mágneses térerősség
- Gauss-törvény

## Más dimenziókban
A térszög általánosítható minden d dimenzióra a d-gömbre való kiterjesztéssel. A gömbi szimmetriával kapcsolatban gyakran szükség is van erre. A teljes d dimenziós gömb térszöge
{\displaystyle \Omega _{d}={\frac {2\pi ^{d/2}}{\Gamma \left({\frac {d}{2}}\right)}}}
ahol {\displaystyle \Gamma } a teljes gammafüggvény.
Ha d egész, akkor a gammafüggvény értéke kiszámítható. Ezzel
{\displaystyle \Omega _{d}={\begin{cases}{\frac {d\pi ^{d/2}}{\left({\frac {d}{2}}\right)!}}&d={\dot {2}}\\{\frac {2^{d}\left({\frac {d-1}{2}}\right)!}{(d-1)!}}\pi ^{(d-1)/2}&d\neq {\dot {2}}\end{cases}}}
Ez a képlet kiadja a kör kerületét a síkban és a 4π szteradiánt a háromdimenziós térben. Kevésbé nyilvánvaló, hogy a {\displaystyle [-1,1]} intervallumra a 2-t adja ki, ami megegyezik ennek a szakasznak a hosszával.

## Egyes objektumok térszögei

### Tetraéder
Legyenek a tetraéder csúcsai A, B, C és O, ahol O az origó. Jelölje {\displaystyle {\vec {a}}\ ,\,{\vec {b}}\ ,\,{\vec {c}}} rendre az A-ba, B-be, C-be mutató vektorokat. A {\displaystyle \vartheta _{a}\,} szög legyen a BOC szög, és defiiáljuk ehhez hasonlóan a {\displaystyle \vartheta _{b},\,\vartheta _{c}} szögeket. Jelölje {\displaystyle \varphi _{ab}\,} az OAC és az OBC síkok által bezárt szöget, és definiáljuk a {\displaystyle \varphi _{bc},\,\varphi _{ac}} szögeket analóg módon. A tetraéder O-nál levő térszöge
{\displaystyle \Omega =\varphi _{ab}+\varphi _{bc}+\varphi _{ac}-\pi .\,}
Ez a gömbi felesleggel bizonyítható, és következményként egy olyan eredményt ad, ami megfelel a síkháromszög szögösszegéről szóló tételnek.
A tetraéder belső térszögeinek összege
{\displaystyle \sum _{i=1}^{4}\Omega _{i}=2\sum _{i=1}^{6}\phi _{i}-4\pi }
ahol {\displaystyle \phi _{i}\,} végigfut a hat lapszögön.
Oosterom and Strackee használható algoritmust adott a tetraéder O-nál levő térszögének kiszámítására.:
A fenti jelölésekkel
{\displaystyle \mathrm {tg} \left({\frac {1}{2}}\Omega \right)={\frac {[{\vec {a}}\ {\vec {b}}\ {\vec {c}}]}{abc+({\vec {a}}\cdot {\vec {b}})c+({\vec {a}}\cdot {\vec {c}})b+({\vec {b}}\cdot {\vec {c}})a}},}
ahol
{\displaystyle [{\vec {a}}\ {\vec {b}}\ {\vec {c}}]}
annak a mátrixnak a determinánsa, aminek sorai az {\displaystyle {\vec {a}},{\vec {b}},{\vec {c}}} vektorok. Ez megegyezik a három vektor vegyes szorzatával. A felülhúzás nélküli kisbetűk a vektorok hosszát, az egymás mellé írt vektorok a két vektor skaláris szorzatát jelölik.
Egy másik hasznos képlet a térszöget a {\displaystyle \vartheta _{a},\,\vartheta _{b},\,\vartheta _{c}} szögek függvényében adja meg. Ez L' Huilier tételéből adódik:
{\displaystyle \mathrm {tg} \left({\tfrac {1}{4}}\Omega \right)={\sqrt {\mathrm {tg} \left({\frac {\vartheta _{s}}{2}}\right)\mathrm {tg} \left({\frac {\vartheta _{s}-\vartheta _{a}}{2}}\right)\mathrm {tg} \left({\frac {\vartheta _{s}-\vartheta _{b}}{2}}\right)\mathrm {tg} \left({\frac {\vartheta _{s}-\vartheta _{c}}{2}}\right)}}}
ahol
{\displaystyle \vartheta _{s}={\frac {\vartheta _{a}+\vartheta _{b}+\vartheta _{c}}{2}}}

### Kúp, gömbsüveg, félgömb

Kúp (1) és gömbsüveg metszete (2) gömbben.
Az ábrán θ = a/2 és r = 1.

A {\displaystyle 2\theta \,\!} csúcsszögű kúp térszöge az egységgömbi gömbsüveg felszínével egyenlő:
{\displaystyle \Omega =2\pi \left(1-\cos {\theta }\right).\,\!}
Ez az eredmény a következő kettős integrállal számítható ki:
{\displaystyle \int _{0}^{2\pi }\int _{0}^{\theta }\sin \theta '\,d\theta '\,d\phi =2\pi \int _{0}^{\theta }\sin \theta '\,d\theta '=2\pi \left[-\cos \theta '\right]_{0}^{\theta }\ =2\pi \left(1-\cos \theta \right).}
Arkhimédész bebizonyította az integrálszámítás használata nélkül, hogy a gömbsüveg felszíne megegyezik annak a körnek a területével, aminek ugyanakkora a sugara, mint a gömbsüveg peremének és annak a pontnak a távolsága, ahol a gömbsüveg szimmetriatengelye metszi a gömbsüveget. A diagramon ez a sugár:
{\displaystyle 2r\sin \left({\frac {\theta }{2}}\right).\,\ }
Így az egységgömbi gömbsüveg térszöge:
{\displaystyle \Omega =4\pi \sin ^{2}\left({\frac {\theta }{2}}\right)=2\pi \left(1-\cos {\theta }\right).\,\ }
Ha θ = π/2, akkor a gömbsüvegből félgömb lesz, aminek térszöge 2π.
Egy kúp komplementerének térszöge:
{\displaystyle 4\pi -\Omega =2\pi \left(1+\cos {\theta }\right).\,\!}
A Föld felszínén a {\displaystyle \theta \,\!} szélességen álló csillagász az éggömbnek ekkora részét figyelheti meg (az éggömb forgásának beszámításával):
{\displaystyle {\frac {1}{2}}\left(1+\cos {\theta }\right).\,\ }.
Az Egyenlítőről minden látszik, a sarkokról csak a fél éggömb.

## Piramid
A téglalap alapú egyenes gúla térszöge
{\displaystyle \Omega =4\arcsin \left(\sin {a \over 2}\sin {b \over 2}\right).\,\!}
ahol a és b a szemben fekvő oldalak lapszöge.
Ha az alap oldalhosszai α és β, és a piramid magassága d, akkor a csúcsszög:
{\displaystyle \Omega =4\arcsin {\frac {\alpha \beta }{\sqrt {(4d^{2}+\alpha ^{2})(4d^{2}+\beta ^{2})}}}.\,\!}

## Szélességi-hosszúsági téglalap
Egy szélességi és hosszúsági körök által határolt gömbi téglalap középponti szöge
{\displaystyle \left(\sin \varphi _{N}-\sin \varphi _{S}\right)\left(\vartheta _{E}-\vartheta _{W}\,\!\right)}, ahol {\displaystyle \varphi _{N}\,\!} és {\displaystyle \varphi _{S}\,\!} a határoló északi és déli szélességi kör, és {\displaystyle \vartheta _{E}\,\!} és {\displaystyle \vartheta _{W}\,\!} a határoló keleti és a nyugati hosszúsági kör. A hosszúsági körök radiánban mért szöge kelet felé nő.
Matematikailag ez egy {\displaystyle \varphi _{N}-\varphi _{S}\,\!} hosszú körívet jelent, ami {\displaystyle \vartheta _{E}-\vartheta _{W}\,\!} radiánt söpör végig. Ha a hosszúság eléri a 2π radiánt, vagy a szélesség a π radiánt, akkor a térszög az egész kört átfogja.
A szélességi-hosszúsági téglalap térszöge nem tévesztendő össze a piramid csúcsszögével. A piramid oldalai főkörívekben metszik a gömböt, és a szélességi körök nem főkörök.

## A Nap és a Hold
A Nap és a Hold is az éggömb 0,001%-át foglalja el, vagyis úgy 6·10−5 szteradiánt.